# Chesnonia verrucosa
Chesnonia verrucosa är en fiskart som först beskrevs av Lockington, 1880.  Chesnonia verrucosa ingår i släktet Chesnonia och familjen pansarsimpor. Inga underarter finns listade i Catalogue of Life.